# Icosim
Icosim (en púnic) o Icosium (en llatí) era una colònia comercial fenícia fundada el segle iv aC, situada al nord-oest d'Àfrica, banyada pel Mar Mediterrani. L'any 146 aC va ser annexionada a la República Romana i va passar a denominar-se Icosium. Fou colònia romana i l'emperador Vespasià li va atorgar el dret llatí. Formava part de la província de la Mauritània Cesariense. Els bisbes d'Icosium apareixen en documents fins a finals del segle v.
Es correspon amb l'actual ciutat d'Alger, capital d'Algèria. L'extensió de l'antiga Icosium era bàsicament la que ocupa ara el barri mariner. L'actual carrer Rue de la Marine segueix el camí dels antics carrers romans. Hi havia cementiris romans prop de Bab El-Oued i Bab Azoun.